# Seville East
Seville East är en del av en befolkad plats i Australien. Den ligger i kommunen Yarra Ranges och delstaten Victoria, omkring 47 kilometer öster om delstatshuvudstaden Melbourne. Antalet invånare är 833.
Runt Seville East är det ganska glesbefolkat, med 38 invånare per kvadratkilometer.. Närmaste större samhälle är Lilydale, omkring 13 kilometer väster om Seville East.
I omgivningarna runt Seville East växer i huvudsak städsegrön lövskog. Genomsnittlig årsnederbörd är 1 391 millimeter. Den regnigaste månaden är juni, med i genomsnitt 161 mm nederbörd, och den torraste är januari, med 57 mm nederbörd.